# Saint-Maurice (distrikt)
District de Saint-Maurice är ett av de 14 distrikten i kantonen Valais i Schweiz. Distriktet ligger i den franskspråkiga delen av kantonen.

## Indelning
Distriktet består av nio kommuner:
| Vapen         | Namn          | Invånare 2023-12-31 | Yta i km² |
| ------------- | ------------- | ------------------- | --------- |
| Collonges     | Collonges     | 865                 | 12,21     |
| Dorénaz       | Dorénaz       | 1 103               | 12,58     |
| Evionnaz      | Evionnaz      | 1 482               | 48,08     |
| Finhaut       | Finhaut       | 400                 | 22,82     |
| Massongex     | Massongex     | 2 044               | 6,64      |
| Saint-Maurice | Saint-Maurice | 4 574               | 14,92     |
| Salvan        | Salvan        | 1 483               | 53,46     |
| Vernayaz      | Vernayaz      | 1 864               | 5,59      |
| Vérossaz      | Vérossaz      | 893                 | 14,29     |